# 조상욱
조상욱(趙商郁, 1929년 5월 10일 ~ 1995년 2월 14일)는 대한민국의 기업인이다. 아진해운과 두양상선의 창업자로 제 17대, 18대 한국선주협회 회장을 지냈으며 1990년 은탑산업훈장을 수상하였다.

## 생애
1929년 5월 충청남도 공주에서 태어났다. 1948년 대전공업고등학교를 졸업한 뒤 해양대 항해과 4기로 입학했다.
한국선주협회 회장을 역임한 1세대 원로 해운인으로 한국외항해운사에 큰 공헌을 하였다

## 약력
1969년 10월 조상욱 회장은 후배 4명과 아진해운주식회사를 설립했다. 당대 최대규모 6000dwt급 일반화물선 부산호를 해공으로부터 매입, 한일 항로의 투입함으로써 조회장은 선박 운항업체의 최고경영자로 변신하게 되었다.
경영의 호조세로 아진해운은 1975년에 이르러 자산규모는 110억에 이르렀고,이에 같이 시작했던 후배들이 중앙상선,보양선박, 반포산업으로 각기 독자적 경영자의 길을 걷게 되었다.

1984년 정부의 해운 통폐합 조치에 따라 아진해운은 삼미해운, 쌍용해운, 한양해운, 현대해운 등의 원양선사와 군소선사 13개 업체와 합께 두양상선그룹에 소속되었다. 당시 두양상선그룹은 해운업계 3위의 그룹규모였다. 조회장은 두양상선 설립 이후 1년 2개월 동안 주주로서 참여했다가 1985년 7월 대표이사로 경영권을 확보하게 되었다.

## 관련기사
- 흑자기조 정착시킨 탁월한 경영인<연합뉴스>